# Dorothee Schneider
Dorothee Schneider (17 de fevereiro de 1969) é uma ginete de elite alemão, especialista em adestramento, campeã olímpica por equipes na Rio 2016.

## Carreira
Dorothee Schneider conquistou a medalha de ouro montando Showtime FRH no adestramento por equipes na Rio 2016, ao lado de Sönke Rothenberger, Kristina Bröring-Sprehe e Isabell Werth. Ganhou novamente o ouro na mesma categoria em Tóquio 2020 com a Jessica von Bredow-Werndl e Werth no time.